# Pronemorilla mima
Pronemorilla mima là một loài ruồi trong họ Tachinidae.